# خيسوس هيريرو
خيسوس هيريرو (بالإسبانية: Jesús Herrero Parrón)‏ هو لاعب كرة قدم إسباني، ولد في 4 نوفمبر 1986 في مدريد في إسبانيا. شارك مع منتخب إسبانيا لكرة القدم داخل الصالات. أما مع النوادي، فقد لعب مع Carnicer Torrejón FS ‏.

## وصلات خارجية
- خيسوس هيريرو على موقع الاتحاد الأوربي (الإنجليزية)